# Samantha Mathis
Samantha Mathis (New York, 12 maggio 1970) è un'attrice statunitense.

## Biografia
Nata a Brooklyn, New York, è figlia di Donald Mathis e dell'attrice austriaca Bibi Besch, a sua volta figlia di Gusti Huber. Dopo il divorzio dei genitori, è andata a vivere a Los Angeles con la madre, dove è cresciuta frequentando teatri e scuole di recitazione. Dopo una gavetta televisiva, il suo primo ruolo di rilievo risale al 1990 in Alza il volume al fianco di Christian Slater; in seguito ha partecipato ai film Super Mario Bros.(nel ruolo della principessa Daisy) e Quella cosa chiamata amore al fianco di River Phoenix, il quale sarebbe poi diventato il suo fidanzato. L'attrice era in compagnia di Phoenix la notte di Halloween in cui l'attore morì per overdose fuori da un locale di Los Angeles.
Gli anni novanta sono stati anni fortunati per l'attrice, recitando in molti film tra cui Piccole donne, Jack & Sarah, Gli anni dei ricordi, Il presidente - Una storia d'amore e Nome in codice: Broken Arrow. Nel 2000 recita in American Psycho, adattamento cinematografico del romanzo di Bret Easton Ellis. Negli ultimi anni si è divisa tra film per la televisione e ospitate in serie tv, come Dr. House - Medical Division e Lost, ma si è fatta notare nel 2004 nel film The Punisher, adattamento cinematografico del fumetto della Marvel Comics, e nella miniserie televisiva Salem's Lot.

## Filmografia

### Attrice

#### Cinema
- Forbidden Sun, regia di Zelda Barron (1989)
- Alza il volume (Pump Up the Volume), regia di Allan Moyle (1990)
- This is my life, regia di Nora Ephron (1992)
- Super Mario Bros., regia di Annabel Jankel e Rocky Morton (1993)
- La musica del caso (The Music of Chance), regia di Philip Haas (1993)
- Quella cosa chiamata amore (The Thing Called Love), regia di Peter Bogdanovich (1993)
- Piccole donne (Little Women), regia di Gillian Armstrong (1994)
- Jack & Sarah, regia di Tim Sullivan (1995)
- Gli anni dei ricordi (How to Make an American Quilt), regia di Jocelyn Moorhouse (1995)
- Il presidente - Una storia d'amore (The American President), regia di Rob Reiner (1995)
- Nome in codice: Broken Arrow (Broken Arrow), regia di John Woo (1996)
- Sweet Jane, regia di Joe Gayton (1998)
- Waiting for Woody, regia di Joe Gayton – cortometraggio (1998)
- American Psycho, regia di Mary Harron (2000)
- The Simian Line, regia di Linda Yellen (2000)
- Attraction, regia di Russell DeGrazier (2000)
- The Punisher, regia di Jonathan Hensleigh (2004)
- Kids in America, regia di Josh Stolberg (2005)
- Touched, regia di Timothy Scott Bogart (2005)
- Believe in Me, regia di Robert Collector (2006)
- Local color, regia di George Gallo (2006)
- The New Daughter, regia di Luis Berdejo (2009)
- Buried - Sepolto (Buried), regia di Rodrigo Cortés – voce (2010)
- Lebanon, Pa., regia di Ben Hickernell (2010)
- Good Day for It, regia di Nick Stagliano (2011)
- Camilla Dickinson, regia di Cornelia Moore (2012)
- Atlas Shrugged II: The Strike, regia di John Putch (2012)
- Affluenza, regia di Kevin Asch (2014)
- American Pastoral, regia di Ewan McGregor (2016)
- Ray Meets Helen, regia di Alan Rudolph (2017)
- Being Frank, regia di Miranda Bailey (2018)
- The Clovehitch Killer, regia di Duncan Skiles (2018)
- Boarding School, regia di Boaz Yakin (2018)
- The Georgetown Project, regia di M. A. Fortin e Joshua John Miller (2021)
- Cimitero vivente: le origini (Pet Sematary: Bloodlines), regia di Lindsey Anderson Beer (2023)

#### Televisione
- Aaron's Way – serie TV, 14 episodi (1988)
- Knightwatch – serie TV, 9 episodi (1988-1889)
- CBS Summer Playhouse – serie TV, episodio 3x06 (1989)
- La straniera (Cold Sassy Tree), regia di Joan Tewkesbury – film TV (1989)
- La parte erogena di un transessuale (Extreme Close-Up), regia di Peter Horton – film TV (1990)
- Dedicato a mia figlia (To My Daughter), regia di Larry Shaw – film TV (1990)
- Oltre i limiti (The Outer Limits) – serie TV, episodio 5x10 (1999)
- Harsh Realm – serie TV, 4 episodi (1999-2000)
- First Years – serie TV, 9 episodi (2001)
- Night Visions – serie TV, episodio 1x01 (2001)
- Le nebbie di Avalon (The Mists of Avalon), regia di Uli Edel (2001)
- The Twilight Zone – serie TV, episodio 1x30 (2003)
- Law & Order - Unità vittime speciali (Law & Order: Special Victims Unit) – serie TV, episodi 5x09-15x22-21x15 (2003-2014-2020)
- Salem's Lot – miniserie TV, 2 episodi (2004)
- Law & Order: Criminal Intent – serie TV, episodio 5x08 (2005)
- Dr. House - Medical Division (House M.D.) – serie TV, episodio 2x15 (2006)
- Incubi e deliri (Nightmares and Dreamscapes: From the Stories of Stephen King) – miniserie TV, episodio 1x06 (2006)
- Lost – serie TV, episodio 3x20 (2007)
- Grey's Anatomy – serie TV, episodi 5x11-5x12-5x13 (2009)
- Royal Pains – serie TV, episodio 1x12 (2009)
- Curb Your Enthusiasm – serie TV, episodio 8x06 (2011)
- NYC 22 – serie TV, episodio 1x04 (2012)
- Under the Dome – serie TV, 5 episodi (2013)
- The Good Wife – serie TV, episodio 6x01 (2014)
- The Strain – serie TV, 13 episodi (2015-2016)
- Into the Dark - serie TV, 1 episodio (2018)
- Billions – serie TV, 15 episodi (2019-2020)

### Doppiatrice
- FernGully - Le avventure di Zak e Crysta (FernGully: The Last Rainforest), regia di Bill Kroyer [1992)

## Doppiatrici italiane
Nelle versioni in italiano delle opere in cui ha recitato, Samantha Mathis è stata doppiata da:
- Claudia Catani in Quella cosa chiamata amore, The New Daughter
- Deborah Ciccorelli in Harsh Realm, Incubi e deliri
- Claudia Razzi in American Pastoral, Bull
- Silvia Tognoloni in Pump Up The Volume - Alza il volume
- Cristina Boraschi in Super Mario Bros.
- Eleonora De Angelis in Piccole donne
- Giuppy Izzo in Jack e Sarah
- Carolina Zaccarini in Gli anni dei ricordi
- Liliana Sorrentino in Nome in codice: Broken Arrow
- Paola Valentini in Waiting for Woody
- Sabrina Duranti in American Psycho
- Laura Latini in First Years
- Emanuela D'Amico in Le nebbie di Avalon
- Giò Giò Rapattoni in Law & Order - Unità vittime speciali (ep. 5x09-15x22)
- Laura Lenghi in Attraction
- Rossella Acerbo in The Punisher
- Beatrice Margiotti in Salem's Lot
- Germana Pasquero in Law & Order: Criminal Intent
- Francesca Guadagno in Dr. House - Medical Division
- Micaela Incitti in Lost
- Gilberta Crispino in Grey's Anatomy
- Laura Boccanera in Buried - Sepolto
- Daniela Abbruzzese in Good Day for It
- Rachele Paolelli in Under the Dome
- Emanuela Baroni in The Strain
- Barbara De Bortoli in Billions

Da doppiatrice è sostituita da:
- Giuppy Izzo in FernGully - Le avventure di Zak e Crysta